# 山口かいち
山口 かいち（やまぐち かいち、1964年11月7日 - ）は、日本のモデル、俳優。
福井県出身。身長182cm。B：98、W：88、H：96、S：26.5cm。体重88kg。血液型AB型。特技はバドミントン、軟式野球。

## 出演

### CM
- 亀田製菓 柿の種（ナレーション）
- U-CAN（ナレーション）
- NEC
- 大正製薬 コレスケアーネオ（ナレーション）
- キリンビール（2007年）
- 花王 リセッシュ（2007年）